# Fixing a Hole
"Fixing a Hole" é uma música escrita por Paul McCartney (creditada a Lennon/McCartney) e gravada pela banda britânica The Beatles no álbum Sgt. Pepper's Lonely Hearts Club Band.

## Gravação
A primeira de duas gravações foi feita no Estúdio Regente de Londres em 9 de Fevereiro de 1967 em três tomadas. Este estúdio foi usado porque o estúdio Abbey Road não estava disponível nesta noite. Esta foi a primeira vez que os Beatles usaram outro estúdio que não fosse o Abbey Road para gravar uma faixa para um álbum da EMI Records.
Em um dos dias em que saiu de casa e foi para estúdio para gravar a música, apareceu um sujeito dizendo ser Jesus Cristo. Em uma entrevista, Paul McCartney falou sobre o ocorrido: "Pensei, bem, não é [Jesus]. Mas se é, não serei eu o cara a lhe virar as costas... havia um monte desses tipos na época. Muitas pessoas que talvez estivessem inseguras ou passando por problemas emocionais, ou seja o que for. Então eu disse: "Eu tenho que ir para uma sessão, mas se você prometer ficar muito quieto e sentar em um canto, pode vir.' Assim ele fez, veio para a sessão e se sentou muito silenciosamente e eu nunca mais o vi depois disso."

## Inspiração
A primeira história diz que McCartney teve a inspiração em junho de 1966, quando ele comprou uma fazendo no High Park Farm (Escócia). Quando ele visitou o local, estava inabitável, faziam cinco anos que ninguém morava ali, o telhado estava cheio de buracos, as paredes estavam podres e mofadas. Steve Turner: "Paul decorou a propriedade de forma pitoresca", "A pintura marrom fazia a casa parecer uma barra de chocolate", "Paul se encheu daquilo, resolveu ir até Campbeltown e comprou um monte de pacotes de canetas coloridas. Nós três passamos as horas seguintes rabiscando, espalhando todas aquelas cores pela parede, tentando dar uma aliviada naquela escuridão."
Ao passar do tempo, McCartney deu alguns relatos sobre a canção ter referências as drogas. Em 1967, numa entrevista a Alan Aldrigde, Paul foi questionado quanto à ligação com as drogas. "Se você está drogado, sentado num quarto, injetando heróina por um buraco no braço, é isso que a canção vai significar para você. Mas quando eu escrevi, só queria dizer que, se há uma rachadura ou se está faltando cor ao quarto, vou pintá-lo." No entanto, em 1997, em entrevista a Barry Miles, Paul confessou que a música havia começado com outra ode à maconha (Não heróina, apesar do uso da palavra "fix" [injetar]), a droga que o livrava das preocupações do dia a dia e permitia a sua mente viajar. E não foi composta na Escócia mas em sua nova casa em Cavendish Avenue, onde vivia sozinho, embora oficialmente aínda estivesse com Jane Asher.

## Os Músicos
- Paul McCartney – duplo vocal, cravo,[2] baixo
- John Lennon – backing vocals, baixo[3]
- George Harrison – backing vocals, guitarra solo sobreposta, maracas[3]
- Ringo Starr – bateria
- George Martin – cravo

## Outras versões
- Artistas como George Burns, já gravaram esta música.